# Instituto Audiovisual Nacional (Finlandia)
Instituto Audiovisual Nacional (en finés: Kansallinen audiovisuaalinen instituutti; en sueco: Nationella audiovisuella institutet o KAVI) es una oficina gubernamental dependiente del Ministerio de Educación finlandés encargada de supervisar la distribución de contenidos audiovisuales (incluidos los videojuegos), el avance de la educación en los medios de comunicación en Finlandia y el archivo de material audiovisual. La agencia tiene la tarea de mantener y desarrollar un sistema de calificación de contenido en línea, capacitar a clasificadores independientes y supervisar su operación.
La agencia se formó en 2014 como resultado de una fusión entre el Archivo Audiovisual Nacional (anteriormente Finlandés Film Archive, establecido en 1957) y la Sistema de clasificación de contenido de Finlandia y su efímero sucesor Centro de Educación de Medios y Medios Audiovisuales (2012-2014).
El Instituto Nacional audiovisual organiza proyecciones periódicas de películas de archivo en el cine Kino Regina, ubicado desde 2019 en la Biblioteca Central de Helsinki Oodi.

## Sistema de clasificación
| Identificador | Identificador | Edad mínima      | Recomendación                     | Definición                                                          |
| ------------- | ------------- | ---------------- | --------------------------------- | ------------------------------------------------------------------- |
|               | S             | Todas las edades | Adecuado para todos los públicos. |                                                                     |
|               | 7             | 7 años o más     | Adecuado para mayores de 7 años.  | Los niños entre 4 y 6 años deben estar acompañados por un adulto.   |
|               | 12            | 12 años o más    | Adecuado para mayores de 12 años. | Los niños entre 9 y 11 años deben estar acompañados por un adulto.  |
|               | 16            | 16 años o más    | Adecuado para mayores de 16 años. | Los niños entre 13 y 15 años deben estar acompañados por un adulto. |
|               | 18            | 18 años o más    | Restringido a mayores de 18 años. | Solo los mayores de 18 años.                                        |